# Martin Hamuljak
Martin Hamuljak (19. dubna 1789, Oravská Jasenica – 31. března 1859, Námestovo) byl slovenský jazykovědec, obrozenec, redaktor a vydavatel.

## Životopis
Narodil se ve šlechtické rodině v obci v okrese Námestovo. Roku 1834 založil spolu s Jánem Kollárem Spolek milovníků slovenské řeči a literatury. Jako vydavatel almanachu Zora v letech 1835–1840 stál za souhrnným vydáním děl P. J. Šafaříka, J. Kollára a B. Tablice. Stál také za vydáním kancionálu Jána Hollého.
Jeho jméno nese vesnice Hamuliakovo v okrese Senec.